# Сперанский, Алексей Дмитриевич
Алексе́й Дми́триевич Спера́нский (30 декабря 1887  [11 января 1888], Уржум, Вятская губерния — 23 июля 1961, Москва) — русский и советский учёный-медик в области физиологии и патологии. Академик АН СССР (1939) и АМН СССР (1944). Лауреат Сталинской премии второй степени (1943). Член ВКП(б) с 1943 года.

## Биография
А. Д. Сперанский родился 30 декабря 1887 (11 января 1888) года в Уржуме (ныне Кировская область).
В 1906 году по окончании Казанской гимназии поступил на медицинский факультет Казанского университета, который c отличием окончил в 1911 году. С 1913 года доктор медицины, а с 1920 года — профессор кафедры оперативной хирургии и топографической анатомии Иркутского университета. Во время Первой мировой войны военный врач. В 1923—1928 годах ассистент И. П. Павлова.
С 1926 года организатор и руководитель экспериментального отдела в Ленинградском институте хирургической невропатологии. В 1928—1934 годах заведующий отделами патофизиологии Ленинградского ИЭМ и (с 1934 года) патологии Всесоюзного института экспериментальной медицины в Москве. С 1945 года директор института общей и экспериментальной патологии АМН СССР. С 1954 года заведующий отделом общей патологии Института нормальной и патологической физиологии АМН СССР.
А. Д. Сперанский умер 23 июля 1961 года. Похоронен на Ваганьковском кладбище (12 уч.).

### Семья
Дочь — Анастасия Алексеевна Сперанская (29.10.1925 — 19.06.2005), доктор физико-математических наук

## Научная деятельность
А. Д. Сперанский — представитель нервизма. Его основные труды посвящены роли нервной системы в происхождении, механизмах развития, течения и исходов различных патологических процессов; методологии патологии и экспериментальной терапии. Работами Сперанского и его школы вскрыты общие закономерности и особенности течения так называемых нервных дистрофий, установлена роль нервной системы в компенсации нарушенных функций, процессах выздоровления.
Во время Великой Отечественной войны А. Д. Сперанский передал присуждённую ему Сталинскую премию в Фонд обороны.
В 1943 г. Сперанский дал положительный отзыв на затрагивающую вопросы психологии повесть М. М. Зощенко «Перед восходом солнца»; как писал Зощенко жене, «редакция „Октября“ дала книгу на проверку Сперанскому. Тот дал наивысший отзыв. Сказал, что с точки зрения науки это точно. Не сделал никаких поправок. Звонил мне и сказал, что это поразительная книга».

### Научные труды
- «Нервная система в патологии», 1930
- «Нервная трофика в теории и практике медицины», 1936
- «Элементы построения теории медицины», 1937

## Награды и премии
- Сталинская премия II степени (22 марта 1943) — за разработку теории о роли нервной системы в болезненных процессах
- премия имени И. П. Павлова АМН СССР (1937)
- два ордена Ленина
- два ордена Трудового Красного Знамени (в том числе 10 июня 1945)
- медали